# Live in St. Louis
Live in St. Louis (hrv. Uživo u St. Louisu) drugi je koncertni album bosanskohercegovačke rock skupine Zabranjeno pušenje, objavljen 22. ožujka 2004. godine u izdanjima Menarta, sarajevskog In Tact Recordsa i beogradskog Mascom Recordsa. Sve pjesme su snimljene na koncertu u St. Louisu, Missouri, 26. svibnja 2002. godine u vrijeme sjevernoameričke turneje Zabranjenog pušenja.
S albuma su objavljena dva singla: "Posljednja oaza (Fikreta)" i "Zenica Blues".

## Pozadina
U sklopu turnere Bog vozi Mercedes, isto u svibnju 2002. godine bend je otišao u Kanadu i Sjedinjene Američke Države i održao koncerte u Torontu, Charlotteu, Sjevernoj Karolini, Chicagu, New Yorku i St. Louisu. Dana 26. svibnja 2002. bend je održao koncert u Casa Loma Ballroom-u u St. Louisu, a snimke s tog događaja kasnije će biti upotrebljene za uživo album.

## Kritički osvrt
Live in St. Louis je naišao na povoljne kritike kritičara. Željko Draščić s portala muzika.hr  dao je albumu vrlo dobru ocjenu (4/5), ali imao je određene zamjerke kod konačnog odabira pjesama.

## Popis pjesama
Izvor: Discogs
| 1.    | »Dok čekaš sabah sa šejtanom«  | Dok čekaš sabah sa šejtanom, 1985.  | 7:51 |
| 2.    | »Pišonja i Žuga u paklu droge« | Male priče o velikoj ljubavi, 1989. | 5:01 |
| 3.    | »Hadžija ili bos«              | Pozdrav iz zemlje Safari, 1987.     | 4:11 |
| 4.    | »Selena, vrati se, Selena«     | Das ist Walter, 1984.               | 4:42 |
| 5.    | »Možeš imat' moje tijelo«      | Fildžan viška, 1997.                | 4:49 |
| 6.    | »Zenica Blues«                 | Das ist Walter                      | 4:31 |
| 7.    | »Test za dženet«               | Fildžan viška                       | 4:49 |
| 8.    | »Jugo 45«                      | Agent tajne sile, 1999.             | 5:01 |
| 9.    | »Fikreta (Posljednja oaza)«    | Pozdrav iz zemlje Safari            | 4:04 |
| 10.   | »Lijepa Alma«                  | Bog vozi Mercedes, 2001.            | 3:52 |
| 11.   | »Kanjon Drine«                 | Male priče o velikoj ljubavi        | 5:23 |
| 12.   | »Pos'o, kuća, birtija«         | Agent tajne sile                    | 4:28 |
| 13.   | »Fildžan viška«                | Fildžan viška                       | 5:38 |
| 64:20 |                                |                                     |      |

## Izvođači i osoblje
Preneseno s omota albuma.
Zabranjeno pušenje
- Davor Sučić – prvi vokal, gitara
- Dragomir Herendić – gitara, prateći vokal
- Predrag Bobić – bas-gitara, prateći vokal
- Branko Trajkov – bubnjevi
- Bruno Urlić – violina, klavijature, prateći vokal

Gostujući glazbenici
- Albin Jarić "Jimi Rasta" – udaraljke

Produkcija
- Davor Sučić – produkcija
- Zoran Švigir – mastering, miksanje (Studio Šišmiš u Velikoj Gorici)
- Dario Vitez – izvršni producent, voditelj turneje
- Mark Burris – snimanje
- Dragomir Herendić "Dragianni" – snimanje, miksanje
- Dijana Groth – organizacija turneje

Dizajn
- Dario Vitez – dizajn
- Saša Midžor Sučić – fotografija
- Branko Trajkov – fotografija